# Tiszimir
Tiszimir (Tugomir) także Čučimir (gr.: Τζουτζημερης, Τzoutzēmerēs, łac.: Tugomir) - władca trebińsko-duklański po 950 roku do około 971 roku
Syn Chwalimira. Jego imię Čučimir pozostaje niewątpliwie w związku z polskim czuć, oznacza zapewne: ten który czuje pragnienie pokoju i nawiązuje do imienia ojca Chwalimir - ten który zachwala pokój. Na okres jego panowania przypada wyswobodzenie się Trawunii spod zwierzchnictwa serbskiego po śmierci księcia Czasława Klonimirovicia około 950 roku. Po rozpadzie Serbii Wyszesławiców na szereg drobnych żupanii, Trawunia pod rządami Chwalimira i Tiszimira odzyskała niezależność i zwierzchnictwo nad terytorium Dukli. Tiszimir przeniósł centrum swego księstwa do Dukli. Był prawdopodobnie ostatnim władcą Trawunii z rodzimej dynastii Beliciów. Po jego śmierci władzę w księstwie trebińsko-duklańskim przejął duklański ród Predimirowiczów: Petrisław w Dukli, Dragimir w Trawunii a Mirosław w rejonie Podgoricy.